# Saint-Véran
 Saint-Véran  es una comuna y población de Francia, en la región de Provenza-Alpes-Costa Azul, departamento de Altos Alpes, en el distrito de Briançon y cantón de Aiguilles.
Está integrada en la Communauté de communes du Queyras-l'Escarton du Queyras .
Es la comuna a más altitud de toda Francia.

## Demografía
| 236 | 220 | 232 | 275 | 257 | 267 |
| Para los censos de 1962 a 1999 la población legal corresponde a la población sin duplicidades (Fuente: INSEE [Consultar]) |     |     |     |     |     |